# 縄田雄二
縄田 雄二（なわた ゆうじ、1964年 - ）は、ドイツ文学者、中央大学教授。教授資格(ベルリン・フンボルト大学)者。

## 著書
- 『高畑勲をよむ　文学とアニメーションの過去・現在・未来』、中丸禎子・加藤敦子・田中琢三・兼岡理恵編、 三弥井書店 2020年 ISBN 978-4838233663
- Kulturwissenschaftliche Komparatistik. Fallstudien. Berlin (Kulturverlag Kadmos), 2016. ISBN 978-3-86599-301-4
- Vergleichende Mediengeschichte. Am Beispiel deutscher und japanischer Literatur vom späten 18. bis zum späten 20. Jahrhundert. Fink, 2012. ISBN 978-3-7705-5211-5
- 『グローバル文化史の試み』（中央大学学術シンポジウム研究叢書　13）、縄田雄二・小山憲司編、中央大学出版部　2023年　ISBN 978-4-8057-6193-9

## 翻訳
- 『詩と記憶――ドゥルス・グリューンバイン詩文集』ドゥルス・グリューンバイン著、縄田雄二編、磯崎康太郎・安川晴基・縄田雄二訳、思潮社 2016年[1] ISBN 978-4-7837-2631-9

## 参考
- 中央大学文学部　研究者情報